# تابع تحلیلی
در ریاضیات یک تابع تحلیلی (به انگلیسی: Analytic function) تابعی است که به‌طور محلی به وسیله یک سری توانی همگرا مشخص می‌شود. می‌توان به توابع تحلیلی مانند یک پل بین چندجمله‌ای‌ها و توابع در حالت کلی فکر کرد. اینجا توابع تحلیلی حقیقی و توابع تحلیلی مختلط وجود دارند، که شباهت‌ها و تفاوت‌هایی دارند. یک تابع تحلیلی است اگر برابر با سری تیلورش در یک همسایگی باشد.

## تعاریف
تابع f روی مجموعه باز D در خط حقیقی، تحلیلی حقیقی است اگر برای هر x۰ در D بتوان نوشت:

| {\displaystyle f(x)=\sum _{n=0}^{\infty }a_{n}\left(x-x_{0}\right)^{n}} {\displaystyle =a_{0}+a_{1}(x-x_{0})+a_{2}(x-x_{0})^{2}+a_{3}(x-x_{0})^{3}+\cdots } |
در این فرمول ضرایب a۰، a۱، … اعداد حقیقی هستند و سری برای x در یک همسایگی از x۰ همگرا است.
به صورت دیگر، یک تابع تحلیلی یک تابع بینهایت بار مشتق پذیراست به این صورت که سری تیلور در هر نقطه x۰ در دامنه‌اش
{\displaystyle f(x)=\sum _{n=0}^{\infty }{\frac {f^{(n)}(x_{0})}{n!}}(x-x_{0})^{n}}
برای x به اندازه کافی نزدیک به x۰ همگراست و مقدارش برابر با  f(x)  است.
تعریف یک تابع تحلیلی مختلط با جایگزین کردن «مختلط» به جای «حقیقی» و «صفحهٔ مختلط» به جای «خط حقیقی» در مطالب بالا بدست می‌آید.

## مثال‌ها
- هر چندجمله‌ای (حقیقی یا مختلط) یک تابع تحلیلی است. به این دلیل که اگر یک چندجمله‌ای از درجه n باشد، هر جمله از درجه بزرگ‌تر از n در بسط سری تیلورش صفر است، وبنا براین، این سری به‌طور جزئی همگرا خواهد بود.
- تابع نمایی تحلیلی است. هر سری تیلور برای این تابع نه فقط برای x به اندازه کافی نزدیک به x۰ (همان‌طور که در تعریف آمده) بلکه برای همه مقدار x (حقیقی یا مختلط) همگرا می‌شود.
- توابع مثلثاتی، لگاریتم و توابع توانی روی هر بازهٔ باز در دامنهٔشان تحلیلی‌اند.
- تابع قدر مطلق تحلیلی نیست زیرا مشتق پذیر نیست. توابع تعریف شدهٔ تکه ای (تابعهای معلوم به وسیله فرمولهای مختلف در مناطق مختلف) تحلیلی نیستند.[۲]

## خصوصیات توابع تحلیلی
- مجموع‌ها، ضرب‌ها و ترکیبات توابع تحلیلی، تحلیلی‌اند.
- معکوس یک تابع تحلیلی که هیچ‌کجا صفر نیست، تحلیلی است.
- هر تابع تحلیلی هموار است.

یک چندجمله‌ای نمی‌تواند در تعداد زیادی نقطه صفر باشد مگر اینکه چندجمله‌ای صفر باشد (به‌طور دقیق تر، تعداد صفرها حداکثر می‌تواند به اندازهٔ درجهٔ چندجمله‌ای باشد). حکمی مشابه ولی ضعیفتر برای توابع تحلیلی وجود دارد. اگر مجموعهٔ صفرهای تابع تحلیلی f یک نقطهٔ انباشتگی در دامنه‌اش داشته باشد، آنگاه f در تمام مؤلفهٔ همبندی که شامل نقطهٔ انباشتگیست صفر است.